# Christine Charbonneau

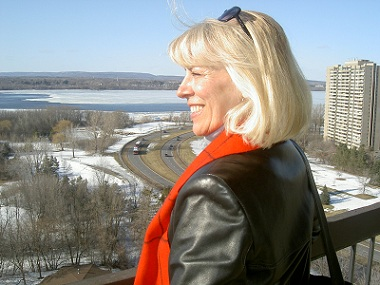
Christine Charbonneau (2008)

Christine Charbonneau (* 18. Oktober 1943 in Montreal; † 29. Mai 2014 in Montreal) war eine kanadische Singer-Songwriterin.

## Leben
Charbonneau trat ab 1959 mit eigenen Songs auf, zu denen sie sich auf der Gitarre, später auf dem Klavier begleitete. 1963 nahm sie ihr erstes Album Les insolences d’une jeunesse femme auf. 1969 vertrat sie Kanada beim Festival von Spa in Belgien. Erfolge hatte sie mit Titeln wie Les femmes und Ça commence toujours par l'amour und Mitte der 1970er Jahre mit ihrem größten Hit Censuré. 
Sie moderierte Sendungen im Fernseh- und Radioprogramm der CBC und schrieb auch Songs für Sängerinnen wie Ginette Reno und Renée Claude. Für Michel Louvain schrieb sie La dame en bleu, und für Claude Valade Aide-moi à passer la nuit und Viens t'étendre au creux de mes bras. Charbonneau war mit dem Schauspieler und Sänger Roger Joubert verheiratet. Sie starb im Alter von siebzig Jahren an einer Krebserkrankung.

## Diskographie
- Les insolences d'une jeune femme, 1963
- Christine Charbonneau, 1966
- Christine Charbonneau, 1968